# Pacyfikacje „hubalowskie”

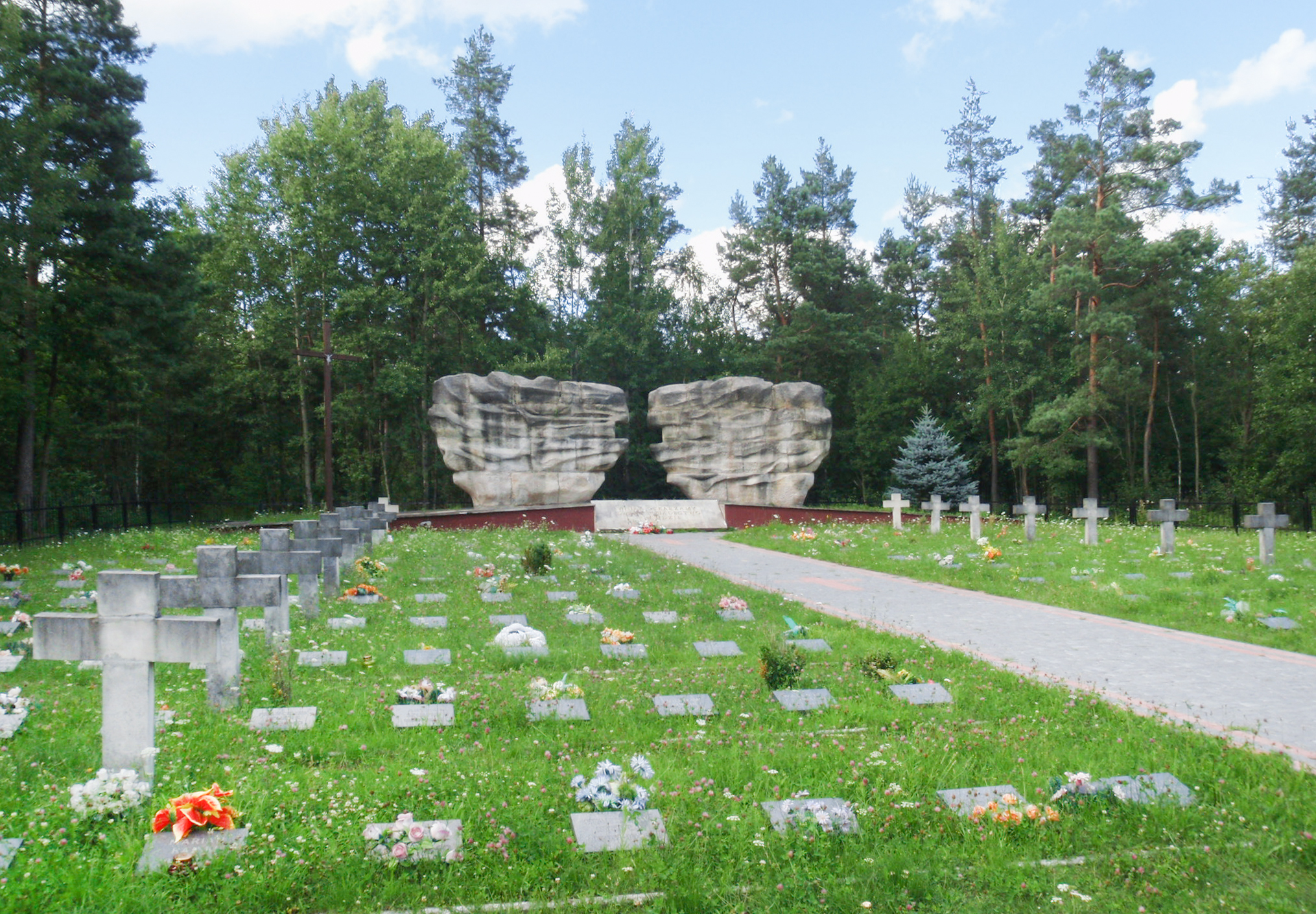
Cmentarz ofiar pacyfikacji Skłobów

Pacyfikacje „hubalowskie” – określenie akcji represyjnej przeprowadzonej przez okupantów niemieckich w Polsce w dniach 30 marca – 11 kwietnia 1940 roku, wymierzonej we wsie, w których pobliżu operował oddział majora Henryka Dobrzańskiego ps. „Hubal”.
W akcji pacyfikacyjnej uczestniczyły jednostki SS, Ordnungspolizei, Selbstschutzu i NSKK. Różnymi formami represji dotkniętych zostało 31 wsi w powiatach koneckim, kieleckim i opoczyńskim, przy czym cztery wsie zostały doszczętnie spalone, a w piątej zniszczono większą część zabudowy. Zamordowanych zostało 712 polskich cywilów, w tym dwie kobiety i sześcioro dzieci.
Pacyfikacje „hubalowskie” były pierwszą tego typu akcją represyjną przeprowadzoną przez Niemców w okupowanej Polsce i Europie.

## Geneza

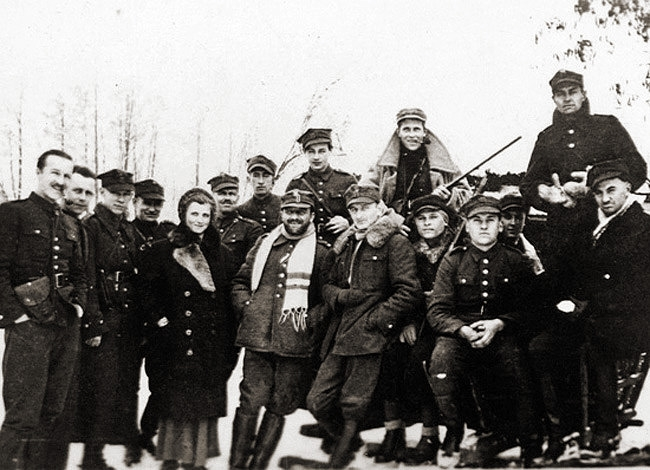
Major Henryk Dobrzański ps. „Hubal” w towarzystwie swoich żołnierzy. Zima 1939/40

W ostatnich dniach kampanii wrześniowej mjr Henryk Dobrzański ze 110. rezerwowego pułku ułanów zebrał wokół siebie grupę oficerów i żołnierzy zdecydowanych kontynuować walkę z Niemcami. Początkowo Dobrzański zamierzał przyjść z odsieczą oblężonej Warszawie, a gdy dotarła do niego wiadomość o jej kapitulacji, postanowił przedrzeć się na Węgry i stamtąd przedostać się do odbudowywanej we Francji Armii Polskiej. Podobny zamiar powzięło kilkudziesięciu jego podkomendnych. W pierwszych dniach października 1939 roku oddział przedostał się w Góry Świętokrzyskie, gdzie entuzjastyczne przyjęcie ze strony miejscowej ludności przekonało majora, że wrześniowa klęska nie złamała woli oporu polskiego społeczeństwa. Pomysł marszu na Węgry został wtedy porzucony na rzecz koncepcji kontynuowania walki zbrojnej w okupowanym kraju. Niedługo później mjr Dobrzański przybrał pseudonim „Hubal”. Począwszy od lutego 1940 roku jego oddział nosił natomiast nazwę Oddziału Wydzielonego Wojska Polskiego.
Obszarem działalności oddziału „Hubala” stała się Kielecczyzna. Major zamierzał doczekać tam spodziewanej na wiosnę 1940 roku ofensywy francusko-angielskiej, a następnie wesprzeć działania aliantów intensywnymi akcjami zbrojnymi na niemieckim zapleczu. W tym celu podjął próbę utworzenia zakonspirowanej organizacji wojskowej (tzw. Okręg Bojowy Kielce), która stanowić miała zaplecze dla jego oddziału oraz służyć organizowaniu społeczeństwa i przygotowywaniu przyszłego wystąpienia zbrojnego. W pierwszej dekadzie marca 1940 roku w szeregach oddziału znajdowało się już 320 żołnierzy. Major „Hubal” zyskał wielką popularność i autorytet wśród miejscowej ludności, a jego działalność przyczyniła się do przełamania nastrojów apatii i zniechęcenia panujących w polskim społeczeństwie.
Tymczasem w połowie marca 1940 roku kierownictwo Związku Walki Zbrojnej, którego koncepcje walki z okupantem pozostawały skrajnie odmienne od planów „Hubala”, podjęło próbę rozwiązania oddziału. Na rozkaz komendanta Okręgu Łódzkiego ZWZ, ppłk. Leopolda Okulickiego ps. „Miller”, szeregi opuściła znaczna liczba oficerów i żołnierzy (13 marca). Przy „Hubalu”, który zdecydowany był kontynuować otwartą walkę, pozostało 70 żołnierzy. Zredukowany oddział opuścił swą dotychczasową kwaterę we wsi Gałki i przeszedł do wsi Hucisko, gdzie zatrzymał się na ponad dwa tygodnie. Na skutek napływu ochotników jego liczebność wzrosła wkrótce do ponad 100 żołnierzy.
„Hubal” starał się unikać poważniejszych starć z Niemcami. Niemniej sam fakt istnienia polskiego oddziału stanowił dla okupantów powód do niepokoju, zwłaszcza w kontekście spodziewanego wybuchu walk na froncie zachodnim. W marcu 1940 roku Niemcy rozpoczęli przygotowania do rozprawy z „Hubalem”, jednakże spory kompetencyjne pomiędzy Wehrmachtem a władzami policyjnymi Generalnego Gubernatorstwa chwilowo opóźniły rozpoczęcie obławy.

## Pierwsze pacyfikacje
30 marca 1940 roku oddziały SS i policji niemieckiej, skoncentrowane w okolicach Skarżyska-Kamiennej, Szydłowca, Chlewisk i Przysuchy, przystąpiły do obławy na polski oddział. Atak na kwaterę główną „hubalczyków” w Hucisku przyniósł jednak Niemcom dotkliwą porażkę. Polscy żołnierze nie tylko odparli atak przeciwnika, lecz także zmusili go do odwrotu i zadali ciężkie straty, sięgające około 100 zabitych i rannych. Straty własne ograniczyły się do trzynastu zabitych i zaginionych, dziesięciu rannych i jednego dezertera.
Tego samego dnia, w którym rozegrał się bój pod Huciskiem, nacierający w drugim rzucie oddział Ordnungspolizei zatrzymał we wsi Stefanków wszystkich przebywających tam mężczyzn, tj. 77 osób. Aresztantów zaprowadzono najpierw do siedziby nadleśnictwa w Chlewiskach, a następnie do ratusza w Szydłowcu. Podczas transportu i pobytu na punktach etapowych więźniowie byli bici i dręczeni. Ostatecznie wszystkich mężczyzn ze Stefankowa wywieziono do więzienia w Radomiu, gdzie poddano ich intensywnym przesłuchaniom i brutalnemu traktowaniu. Jako że wśród aresztowanych znajdowali się górnicy z kopalni Skalna Górka, w sprawie ich zwolnienia zainterweniował dyrektor Absolon z Kielc. W rezultacie po upływie kilku dni jedenastu więźniów wypuszczono z więzienia. Ostatecznie tylko siedmiu powróciło jednak do swych domów. Czterech pozostałych ponownie zatrzymano, prawdopodobnie zaraz po opuszczeniu murów więzienia.
30 marca niemiecka policja przeprowadziła rewizje i aresztowania także w kilku innych wsiach. W Gałkach – o których Niemcy wiedzieli, że stanowiły wcześniej kwaterę „hubalczyków” i które były drugim obok Huciska celem natarcia – zatrzymano 40 mężczyzn w wieku od 15 do 60 lat. Kolejnych 23 mężczyzn aresztowano w pobliskim Mechlinie. Aresztantów z obu wsi popędzono pieszo do Gielniowa, a stamtąd wywieziono samochodami ciężarowymi do majątku Korytków, gdzie Niemcy aresztowali jeszcze dwie osoby (miejscowego dziedzica i jego syna). Ostatecznie wszystkich zatrzymanych osadzono w więzieniu w Radomiu. Tego dnia w celach radomskiego więzienia znalazło się łącznie 157 osób aresztowanych w trakcie obławy na oddział „Hubala”.
Tymczasem „hubalczycy” oderwali się od przeciwnika i, pokonawszy 25-kilometrową marszrutę, stanęli we wsi Szałas. 31 marca niebronione Hucisko zostało zajęte przez jednostki SS i Selbstschutzu. Niemcy aresztowali 33 mężczyzn, których pobili, a następnie zamknęli w pustym domu na skraju wsi. Niewykluczone, że początkowo zamierzali spalić więźniów żywcem, ostatecznie odprowadzili ich jednak do Bokowa. Tam aresztowano kolejnych pięciu mężczyzn. Następnie wszystkich 38 aresztantów Niemcy pognali pieszo do Wołowa. W trakcie przemarszu został zastrzelony mieszkaniec Huciska, który nie był w stanie nadążyć za kolumną. W Wołowie Niemcy zwolnili trzech nieletnich chłopców z Huciska, a pozostałych 34 aresztantów zabrali do więzienia w Radomiu.
1 kwietnia Niemcy podjęli kolejną próbę rozbicia oddziału „Hubala”. W czasie walk prowadzonych w rejonie Szałasu polscy żołnierze zdołali jednak odeprzeć atak i oderwać się od przeciwnika. Tego samego dnia w jednym z osiedli Szałasu, zwanym Komornikami, Niemcy aresztowali wszystkich napotkanych mężczyzn, tj. 28 osób (1 kwietnia). Oddziały przeprowadzające obławę rozstrzelały także dwóch mężczyzn w Suchedniowie.
Tymczasem „Hubal” skierował swój oddział na wschód, zamierzając przedrzeć się w Góry Świętokrzyskie. Próba przekroczenia szosy Skarżysko-Kamienna – Kielce zakończyła się jednak niepowodzeniem. W tej sytuacji major zawrócił na zachód, dzieląc jednocześnie swój oddział na dwie części. W nocy z 1 na 2 kwietnia pododdział kawalerii z „Hubalem” na czele przebił się przez pozycje 8. pułku SS-Totenkopfverbände rozłożone wzdłuż szosy między Odrowążem a Samsonowem. Następnie kawalerzyści ukrywali się przez cały dzień w gęstym zagajniku, a po zapadnięciu zmroku wyruszyli w kierunku Podchyby, gdzie niepostrzeżenie przekroczyli zewnętrzny pierścień niemieckiej blokady. Niemieckiego kordonu nie zdołał natomiast sforsować pododdział piechoty. Dowodzący nim ppor. Marek Szymański ps. „Sęp” był zmuszony zezwolić żołnierzom, aby na własną rękę wychodzili z okrążenia. „Hubal” przez dwa dni nadaremnie oczekiwał na piechurów we wsi Kamienna Wola, po czym wznowił odwrót w kierunku południowo-zachodnim. Niedługo później zredukowany do 23 żołnierzy oddział stanął na kwaterach we wsi Mały Węgrzyn. Niemcy, straciwszy kontakt bojowy z „hubalczykami”, ogłosili 2 kwietnia zakończenie akcji i rozbicie polskiego oddziału.

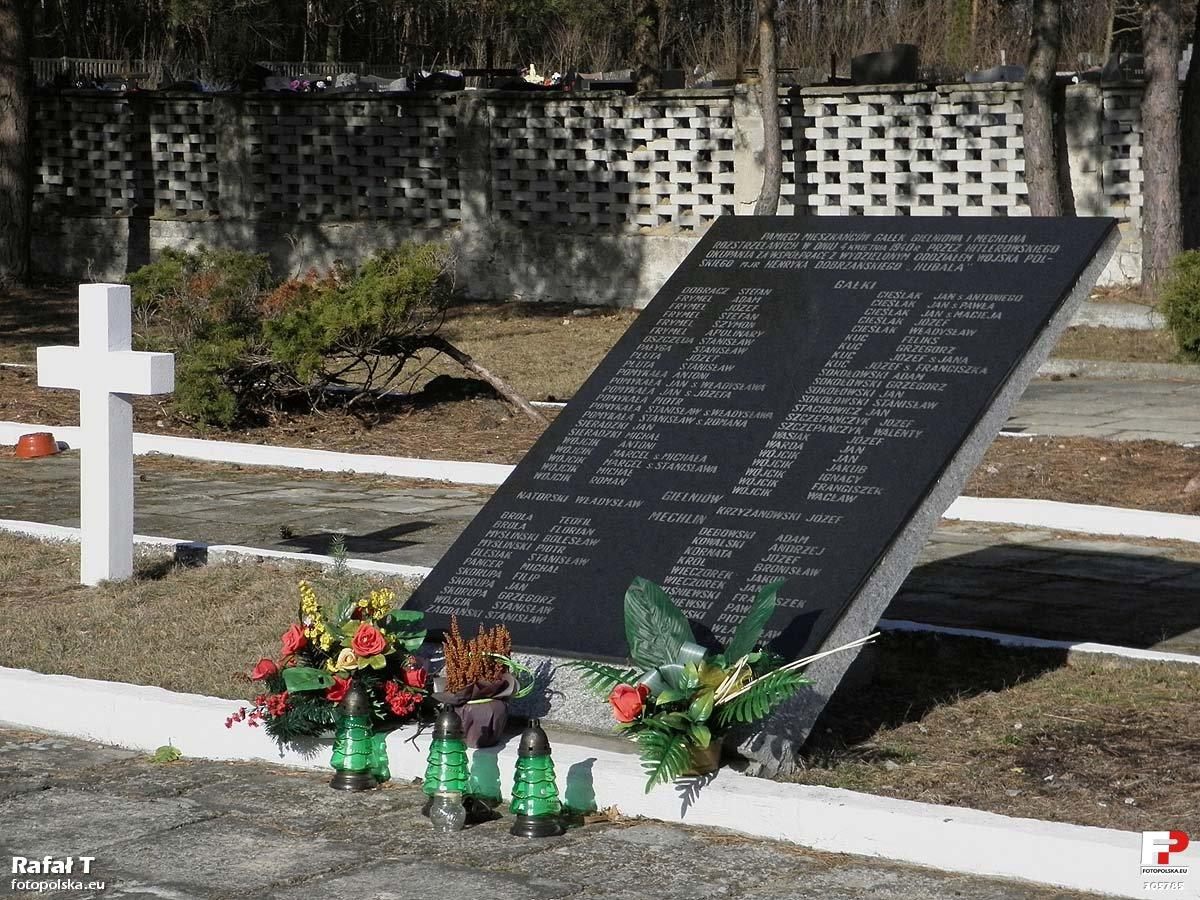
Tablica na cmentarzu na Firleju upamiętniająca ofiary egzekucji z 4 kwietnia 1940 roku

Los osób aresztowanych w pierwszych dniach obławy w większości wypadków okazał się tragiczny. 4 kwietnia 1940 roku w miejscu straceń na Firleju pod Radomiem Niemcy rozstrzelali 145 mężczyzn, w tym 70 mieszkańców Stefankowa, 40 mieszkańców Gałek, 23 mieszkańców Mechlina i dwóch mieszkańców Korytkowa. Mniej więcej w tym samym czasie w Kielcach rozstrzelano 24 mieszkańców Szałasu-Komorników. Pozostałych czterech więźniów z tej wsi przewieziono do aresztu w Skarżysku-Kamiennej. Prawdopodobnie zostali oni straceni 29 czerwca 1940 roku podczas wielkiej egzekucji w lesie Brzask.
Odmienny los spotkał aresztantów z Huciska i Bokowa. Dwóch mężczyzn po pewnym czasie zwolniono z więzienia w Radomiu, przy czym jeden z nich wkrótce zmarł. 32 mężczyzn wywieziono natomiast 17 lipca 1940 roku do KL Sachsenhausen. Z tej grupy tylko ośmiu przeżyło pobyt w obozie (siedmiu z Huciska, jeden z Bokowa).

## Niemieckie zbrodnie w dniach 4–8 kwietnia
Nieudane próby rozbicia oddziału „Hubala” nadszarpnęły prestiż niemieckich władz policyjnych. Prawdopodobnie był to kluczowy powód, dla którego Wyższy Dowódca SS i Policji w Generalnym Gubernatorstwie (HSSPF „Ost”), SS-Obergruppenführer Friedrich Wilhelm Krüger, podjął decyzję o przeprowadzeniu zakrojonej na szeroką skalę akcji pacyfikacyjnej, wymierzonej we wsie, w których pobliżu operował polski oddział. Odwet na ludności cywilnej miał zatrzeć wrażenie porażki, spowodowane dotychczasowymi niepowodzeniami w walce z „Hubalem”.

Czynności dowódcze i łączność nie stanęły w żadnym wypadku na wysokości zadania […] Zachowanie się formacji policyjnych w przedmiocie rozpoznania, ubezpieczenia i postawy na polu walki, nie odpowiada najprymitywniejszym nawet wymogom [...] strzelano do wszystkiego, co się tylko pokazało. Do kobiet i do wron [...] 5 IV zameldowano jeszcze, że SS-Obergruppenführer Krüger znajduje się w terenie i kieruje akcją odwetową. Zamierza się rozstrzelać wszystkich mężczyzn zamieszkałych we wsiach objętych walką – fragment raportu szefa sztabu Ober-Ostu dla naczelnego dowódcy wojsk lądowych.

5 kwietnia w Końskich odbyła się zwołana w trybie nadzwyczajnym narada, na którą wezwano polskich wójtów i burmistrzów z powiatu koneckiego. Obecny na spotkaniu naczelnik wydziału spraw wewnętrznych w urzędzie gubernatora dystryktu radomskiego zapowiedział, że polskie wystąpienie zbrojne zostanie w bezwzględny sposób stłumione, a „tam gdzie ludność współdziałała z bandytami wsie zostaną spalone, a mieszkańcy wystrzelani”. Niemiecki starosta powiatu koneckiego, dr Albrecht, ostrzegł natomiast, że nie będzie w stanie zapobiec represjom, o ile ludność nie wykaże się „gorliwym współdziałaniem”. Tego samego dnia Albrecht wydał obwieszczenie, w którym informował fałszywie o rozbiciu oddziału „Hubala” oraz zagroził:

Stwierdzono przy tym, że namawiacze i podszczuwacze byli już od kilku miesięcy w wielu miejscowościach powiatu czynni, otrzymując broń, uniformy, konie i środki żywności oraz ochotników spomiędzy ludności cywilnej, o czym ja nie byłem w każdym wypadku przez wójtów i sołtysów poinformowany. Przez przemilczanie takich posunięć oraz kryjówek broni stają się przemilczający współuczestnikami buntu i udziałem ich będzie los buntowników […] Tylko jeżeli ludność niedwuznacznie odsunie się od wichrzycieli i zgłosi do mnie podejrzanych oraz kryjówki broni, dokumentów i uniformów, będę mógł uchwycić grożącą akcję. Jeżeli jednak będą one w dalszym ciągu zatajane, w takim razie nie będę mógł wziąć jej w obronę, ponieważ nie będę mógł przytoczyć żadnych faktów, które by świadczyły o jej pokojowości.

Tymczasem w komunikacie do ludności ziemi koneckiej, wydanym 4 kwietnia 1940 roku, „Hubal” zdementował niemieckie doniesienia o rozbiciu jego oddziału. Zapowiedział jednocześnie:

Niemcy jeszcze inaczej chcą nas zmusić do rozbrojenia się. Mianowicie grożą represjami wobec ludności cywilnej. Jest to postępowanie tak nieszlachetne i podłe, że tylko bestjalstwo niemieckie może się na coś podobnego zdobyć. Ludność tem więcej jest niewinna, że mając do czynienia z oddziałem uzbrojonym musi spełniać jego żądania. Komunikujemy: że za każdego człowieka, któryby ucierpiał z naszego powodu będziemy mścić się bezlitośnie i równie sposobem niemieckim. Niech każdy żołnierz niemiecki dobrze się zastanowi nim podniesie rękę na bezbronnego Polaka

### Obława w trójkącie Mniów – Sielpia Wielka – Stąporków
W dniach 4–6 kwietnia oddziały SS i policji zamknęły pierścień okrążenia wokół obszaru leżącego w trójkącie Mniów – Sielpia Wielka – Stąporków. Niemcom nie udało się osaczyć oddziału „Hubala”, gdyż już kilka dni wcześniej opuścił zagrożony teren. Niemniej w czasie blokady doszło do licznych zbrodni na ludności cywilnej. W Krasnej esesmani z 11. pułku SS-Totenkopfverbände spalili jeden dom oraz zabili dwóch mężczyzn (4–5 kwietnia). We wsi Koprusa policjanci ze 111. batalionu Ordnungspolizei zamordowali rodzinę „hubalczyka” Mariana Guta – oboje jego rodziców oraz dwoje rodzeństwa w wieku 3 i 12 lat – a także spalili należące do niej gospodarstwo (4 kwietnia).  Dwa dni później Niemcy zamordowali jednego mężczyznę w Matyniowie.
6 kwietnia dwie silne kolumny SS wyruszyły z Końskich z zadaniem zamknięcia przepraw na rzece Czarnej. Pierwszy oddział, który podążył w kierunku Małachowa Fabrycznego i leśniczówki „Kamienny Krzyż”, zamordował w Małachowie 11 mężczyzn. W gronie ofiar znalazło się ośmiu mieszkańców wsi, dwóch robotników leśnych oraz przypadkowy przechodzień. Tego samego dnia druga kolumna przeszła przez wsie Stadnicka Wola, Jelenia Góra, Niebo, Piekło, rozstrzeliwując po drodze 24 polskich mężczyzn. 7 kwietnia esesmani z tego samego oddziału zamordowali jeszcze pięć osób, w tym dwoje dzieci. W gronie ofiar znalazło się m.in. troje mieszkańców Sielpi Małej. W tej ostatniej wsi spalono również jedną zagrodę.
7 kwietnia Niemcy dokonali kilku wypadów w głąb terenu objętego blokadą. W rejonie Krasnej spalili gajówkę Adamek oraz zamordowali gajowego Konstantego Dutkiewicza.  W Chybach i Baranie zamordowali dwóch mężczyzn oraz spalili jedno gospodarstwo i jedną stodołę. Ponadto w obu wsiach aresztowali około 100 mężczyzn, których wywieźli do więzienia w Kielcach. Do największych zbrodni doszło jednak w Adamowie i Królewcu. W pierwszej z tych wsi Niemcy spalili kilka gospodarstw, zastrzelili dwóch mężczyzn, a większość pozostałych aresztowali. Zatrzymanych pognano następnie do Smykowa, mordując po drodze pięciu mężczyzn i raniąc dwóch kolejnych.  Z kolei w pobliżu Królewca Niemcy urządzili stanowiska ogniowe, z których ostrzeliwali sąsiednie wsie i przysiółki. W pewnym momencie od zabłąkanej kuli zginął dowódca 7. kompanii 8. pułku SS-Totenkopfverbände, SS-Hauptsturmführer Stanfer. Jego towarzysze uznali, że oficer poległ z ręki polskiego strzelca wyborowego, w związku z czym niemieckie dowództwo zarządziło odwetową pacyfikację. W Królewcu aresztowano wszystkich mężczyzn w wieku poborowym, których następnie pognano do Smykowa. Jednocześnie esesmani spalili wieś oraz dokonali podpaleń w kilku sąsiednich przysiółkach (Zastawie, Podzastawie, Piaski). Jeszcze tego samego dnia na polu i w lesie pod Smykowem rozstrzelano niemal wszystkich doprowadzonych tam aresztantów z sąsiednich wsi. Tym samym ofiarą pacyfikacji Adamowa i Królewca padły łącznie 83 osoby, w tym 61 mieszkańców Królewca, 18 mieszkańców Adamowa oraz po jednej osobie z Chybów, Muszczarza, Piaseczna i Znajomej. Niemcy spalili także 55 gospodarstw, w tym większość zabudowy Królewca. Zbrodni dokonali żołnierze 7. i 8. kompanii 8. pułku SS-Totenkopfverbände, dowodzonego przez SS-Oberführera Leo von Jenę.
8 kwietnia na teren objęty blokadą wkroczyły dwie silne kolumny złożone z esesmanów, policjantów i członków Selbstschutzu. Obława dotknęła także te wsie, które spacyfikowano w poprzednich dniach (Królewiec, Adamów, Chybów), ominęła natomiast Miedzierzę, Komorów II oraz obsadzone przez Niemców miejscowości, które leżały na obwodzie trójkąta. W lesie koło Błotnicy Niemcy zastrzelili trzech mężczyzn wracających z kościoła (w tym 14-letniego chłopca). Z piętnastu wsi i trudnej do określenia liczby przysiółków uprowadzili natomiast wszystkich mężczyzn (około 1,5–2 tys. osób), których następnie zgromadzili na punktach zbornych w Pieradle, Serbinowie, Smykowie i Zaborowicach. W czasie tej akcji zatrzymani byli bici i terroryzowani – m.in. Niemcy inscenizowali przygotowania do egzekucji, fotografowali więźniów z bronią w ręku, zapowiadali najsurowsze kary wobec osób wspierających „bandytów”. Na punktach zbornych sprawdzano personalia zatrzymanych, starając się wyłowić Żydów, sołtysów, nauczycieli, członków Przysposobienia Wojskowego, drobnych kupców, a także osoby zameldowane krócej niż trzy miesiące. Ostatecznie większość zatrzymanych zwolniono do domów. Około 100 osób, w tym wszystkich mężczyzn ujętych w Królewcu (ponad dwudziestu), wywieziono jednak do Skarżyska-Kamiennej i osadzono w areszcie urządzonym w szkole na Bzinie. Po zakończeniu obławy blokada została zwinięta.
Losy osób zatrzymanych w dniach 7–8 kwietnia potoczyły się różnie. Po dwóch tygodniach aresztanci z Chybów i Barana zostali zwolnieni z kieleckiego więzienia. Zanim to jednak nastąpiło, wielu z nich było przesłuchiwanych i torturowanych. Brutalnemu traktowaniu poddano również mężczyzn wywiezionych do aresztu w Skarżysku-Kamiennej. Co najmniej dwudziestu z nich, w tym dziewiętnastu mieszkańców Królewca, rozstrzelano 29 czerwca w lesie Brzask. Pozostałych więźniów po pewnym czasie zwolniono, przy czym jeden z nich zmarł wkrótce na skutek obrażeń spowodowanych torturami.

### Pacyfikacja Szałasu Starego
Kilka dni po walkach z oddziałem „Hubala” w okolicach Szałasu (prowadzonych 1 kwietnia), do miejscowości tej powrócili Niemcy. Spędzili wszystkich mężczyzn do budynku miejscowej szkoły i rozkazali im donosić o ruchach polskiego oddziału. Zagrozili jednocześnie, że niewykonanie rozkazu będzie karane śmiercią.
8 kwietnia niemiecka ekspedycja karna spacyfikowała Szałas Stary. Pacyfikatorzy rozkazali najpierw, aby wszyscy mężczyźni stawili się w szkole na rzekome zebranie. Następnie zaczęli wypędzać ludność z domów; zabito przy tym kilku chorych lub starszych wiekiem mężczyzn. Kobietom i dzieciom polecono zabrać najpotrzebniejsze rzeczy i odejść w kierunku Komorników. Po pewnym czasie mężczyzn zaczęto natomiast wyprowadzać ze szkoły i małymi grupkami rozstrzeliwać w stodołach lub pod ścianami domów. Zabudowania wsi doszczętnie spalono.
Tego dnia w Szałasie Starym zamordowano 64 mężczyzn. Zniszczeniu uległo 50 zagród. Zbrodni dokonali żołnierze 1. pułku kawalerii SS (1. SS-Totenkopf-Reiterstandarte) oraz członkowie paramilitarnego Selbstschutzu.
Dopiero po trzech dniach Niemcy polecili mieszkańcom sąsiedniej wsi Zaupuście zebrać zwłoki zamordowanych i pogrzebać je na pobliskim polu.

## Ostatni etap akcji represyjnej

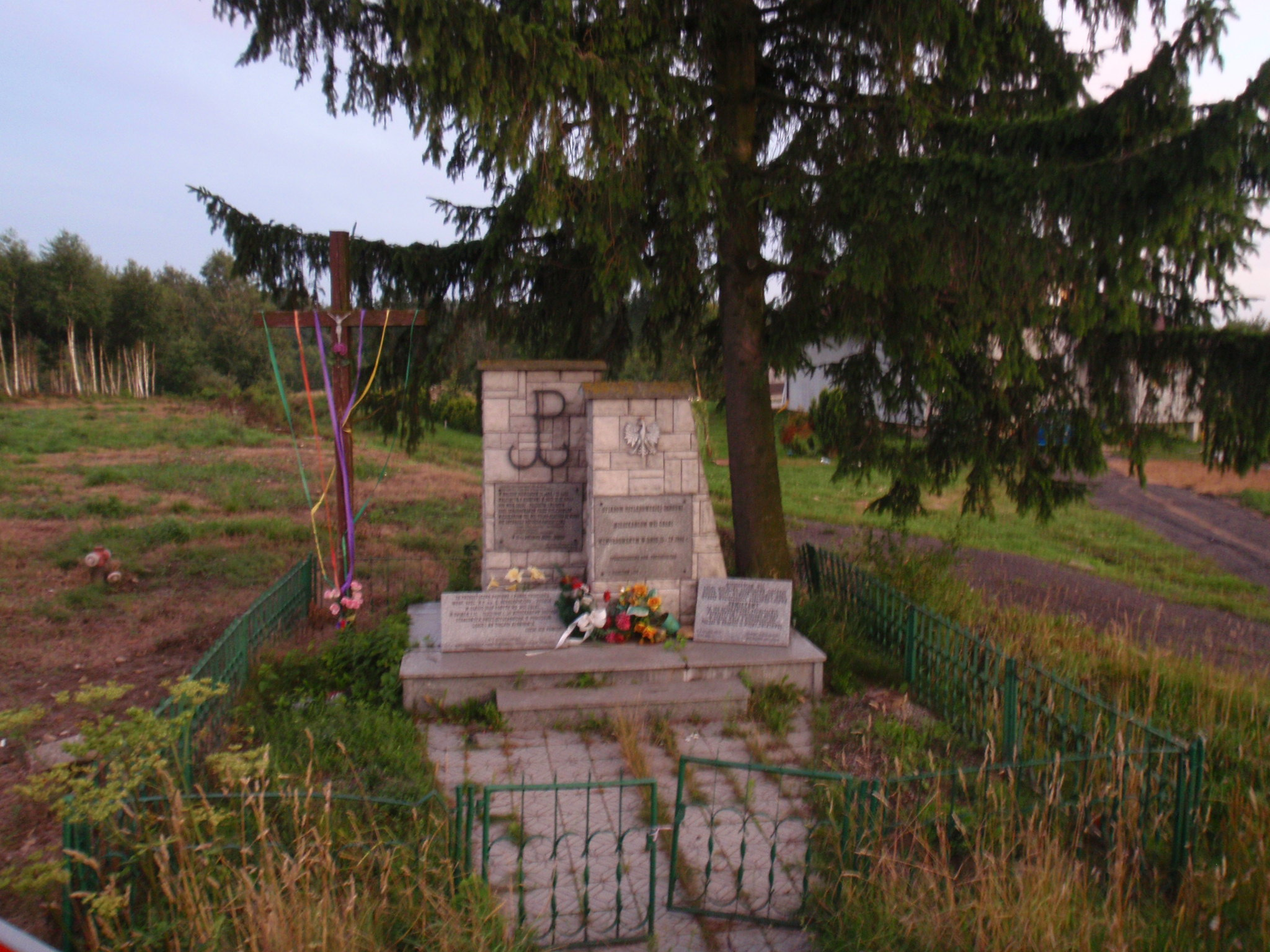
Pomnik ku czci ofiar pacyfikacji Gałek

11 kwietnia miał miejsce ostatni akt akcji represyjnej. Tego dnia Niemcy spacyfikowali trzy wsie: Gałki, Hucisko i Skłoby. Zygmunt Kosztyła przypuszczał, że zbrodnie te – podobnie jak wcześniejsza pacyfikacja Szałasu Starego – zostały zarządzone przez SS-Obergruppenführera Krügera, aby zakamuflować blamaż, którym dla jednostek SS i policji zakończyła się obława w trójkącie Mniów – Sielpia Wielka – Stąporków. Zamordowanych cywilów Krüger uwzględnił później w swoich raportach jako zabitych partyzantów, sztucznie zawyżając w ten sposób straty poniesione przez oddział „Hubala”.
W nocy z 10 na 11 kwietnia Skłoby zostały otoczone przez ekspedycję karną. Niemcy zatrzymali niemal wszystkich dorosłych mężczyzn i chłopców, których odprowadzili do Stefankowa, a stamtąd odwieźli do szkoły w Chlewiskach. W szkole sprawdzono personalia więźniów, na skutek czego zwolnione zostały m.in. osoby w wieku poniżej 15 lat i powyżej 60 lat. W międzyczasie Niemcy doszczętnie spalili wieś. Niedługo później ze szkolnego budynku zaczęto wyprowadzać dziesięcioosobowe grupy mężczyzn, których następnie wywożono ciężarówkami do lasu rzucowskiego i rozstrzeliwano nad uprzednio wykopanymi grobami. Rannych dobijano bagnetami. Masakrę przeżyło jedynie czterech aresztantów, którym udało się zbiec z miejsca kaźni. Ocalało także nieco ponad 20 mężczyzn, którzy uniknęli schwytania przez Niemców lub zostali zwolnieni wkrótce po zatrzymaniu. Liczbę zamordowanych Główna Komisja Badania Zbrodni Hitlerowskich w Polsce oszacowała na 265 osób (inne źródła podają, że stracono 215, 216 lub 228 mężczyzn). Wieś, licząca przed wojną około 400 gospodarstw, została niemal doszczętnie spalona. Ocalała tylko szkoła oraz około 2–5 innych budynków. Była to najkrwawsza ze wszystkich pacyfikacji „hubalowskich”. Zbrodni dokonali funkcjonariusze 51. batalionu policji porządkowej. Według źródeł polskich w pacyfikacji uczestniczyli także członkowie SS i Selbstschutzu.
Kilka dni po pierwszej pacyfikacji w Hucisku pojawił się prowokator podający się za polskiego oficera. Wypytywał ludność o nazwiska mężczyzn, którzy uniknęli aresztowania 31 marca. 11 kwietnia do dawnej kwatery „hubalczyków” powróciły oddziały SS, policji porządkowej i Selbstschutzu. Licząca ponad 100 gospodarstw wieś została doszczętnie spalona. Kobietom i dzieciom dano zaledwie 15 minut na zabranie inwentarza i najpotrzebniejszych rzeczy osobistych, po czym wygnano je do wsi Długa Brzezina. Mężczyzn, którzy nie zdążyli uciec, w liczbie dwudziestu dwóch, rozstrzelano seriami broni maszynowej przy wylocie drogi do Bokowa. Rannych dobijano bagnetami. Po zakończeniu egzekucji Niemcy mieli wrzucić granaty do masowego grobu. Ponadto w czasie rewidowania kobiet i dzieci prowadzonych do Długiej Brzeziny Niemcy odnaleźli ukrytego między nimi mężczyznę, którego zakatowali na śmierć uderzeniami kolb karabinowych.
W Gałkach, spacyfikowanych po raz pierwszy 30 marca, funkcjonariusze policji porządkowej zamordowali jedenastu mężczyzn i dziecko. Według relacji jednego ze świadków ofiary związano sznurem, wyprowadzono za wieś i zastrzelono. Zwłoki zakopano w miejscu egzekucji. Licząca około 50 gospodarstw wieś została doszczętnie spalona. Niemcy dali kobietom i dzieciom godzinę na opróżnienie domów i wyprowadzenie inwentarza, przy czym zniszczyli później wyniesione przedmioty i sprzęty. Po kilku miesiącach władze okupacyjne zezwoliły ocalałym na powrót do rodzinnej wsi, zabroniły jednak jej odbudowy.
Wieści o pacyfikacjach wstrząsnęły „Hubalem”. Mimo niemieckich represji i wyraźnych rozkazów Komendy Głównej ZWZ major był jednak zdecydowany kontynuować otwartą walkę w polskim mundurze. Prowadził ją do 30 kwietnia 1940 roku, kiedy to poległ w walce z niemiecką obławą pod Anielinem. Pozbawiony dowódcy oddział kontynuował działania bojowe do 25 czerwca 1940 roku, po czym uległ rozwiązaniu.
Podczas konferencji w sprawie „nadzwyczajnych posunięć koniecznych dla zabezpieczenia spokoju i porządku w Generalnym Gubernatorstwie”, która odbyła się w Krakowie 16 maja 1940 roku, generalny gubernator Hans Frank wymienił działania oddziału majora „Hubala” jako jeden z przykładów świadczących o rzekomej groźbie polskiego powstania, co miało uzasadniać konieczność eksterminacji polskiej inteligencji w ramach tzw. Nadzwyczajnej Akcji Pacyfikacyjnej.

## Bilans
Pacyfikacje „hubalowskie” były pierwszą tego typu akcją represyjną przeprowadzoną przez Niemców w okupowanej Polsce i Europie. W ciągu niespełna dwóch tygodni różnymi formami represji dotkniętych zostało 31 wsi w przedwojennych powiatach koneckim, kieleckim i opoczyńskim. W ujęciu bardziej szczegółowym:
- Niemcy dokonali podpaleń w dwunastu miejscowościach, niszcząc około 620 zagród chłopskich. Doszczętnie lub prawie doszczętnie spalono cztery wsie: Gałki, Hucisko, Skłoby i Szałas Stary, podczas gdy w Królewcu spłonęła większa część zabudowy[96].
- W ośmiu wsiach: Gałkach, Hucisku, Królewcu, Mechlinie, Skłobach, Stefankowie, Szałasie Starym, Szałasie-Komornikach, Niemcy podjęli próbę wytępienia całej ludności męskiej. Zasadniczo zamiar ten nie powiódł się jedynie w przypadku Huciska[96].
- Pięć wsi – Adamów, Gałki, Hucisko, Królewiec, Szałas – było represjonowanych dwukrotnie[96].

Główna Komisja Badania Zbrodni Hitlerowskich w Polsce ustaliła, że podczas pacyfikacji „hubalowskich” zamordowano 712 osób cywilnych, w tym dwie kobiety i sześcioro dzieci. 503 osoby zamordowano bezpośrednio w trakcie pacyfikacji, 183 osoby osadzono w więzieniach, a następnie rozstrzelano, 24 osoby zginęły w obozach koncentracyjnych, dwie osoby zmarły na skutek tortur. Osiem osób więziono przez pięć lat w obozach koncentracyjnych. Około 190–200 zatrzymanych spędziło kilka tygodni w więzieniach, gdzie byli poddawani torturom i brutalnemu traktowaniu. Ponadto spędzono na punkty zborne i terroryzowano prawie 2 tys. polskich cywilów.
W innych polskich źródłach liczbę ofiar pacyfikacji „hubalowskich” szacowano na 711 lub 713 osób. Niemieccy śledczy i historycy początkowo byli natomiast skłonni ją zaniżać. W sprawozdaniu komendanta głównego Ordnungspolizei z 15 maja 1940 roku zapisano, że w czasie „akcji w pobliżu Końskich” zastrzelono ogółem 257 Polaków. Liczbę tę przyjęła również Prokuratura Krajowa Monachium I, która po wojnie prowadziła śledztwo w sprawie pacyfikacji „hubalowskich”. Wolfgang Jacobmeyer w artykule z 1972 roku szacował z kolei liczbę ofiar na co najmniej 344 osoby. Robert Seidel w swej wydanej w 2006 roku książce na temat niemieckiej polityki okupacyjnej w dystrykcie radomskim oparł się jednakże na źródłach polskich, przyjmując w ślad za nimi, że w wyniku akcji pacyfikacyjnej śmierć poniosło 713 Polaków.
Największe straty ludzkie poniosły odpowiednio: Skłoby (265 ofiar), Szałas (92 ofiary), Królewiec (80 ofiar), Stefanków (70 ofiar), Gałki (52 ofiary), Hucisko (43 ofiary), Stadnicka Wola, Jelenia Góra, Niebo, Piekło, Sielpia Mała (29 ofiar), Mechlin (23 ofiary), Adamów (18 ofiar), Małachów Fabryczny (11 ofiar), Boków (4 ofiary), Koprusa (4 ofiary), Błotnica (3 ofiary). W innych wsiach liczba zamordowanych nie przekroczyła 1–2 osób.
Mieszkańcy spacyfikowanych wsi nie brali bezpośredniego udziału w walce z Niemcami, a w wielu przypadkach nie mieli nawet żadnych związków z Oddziałem Wydzielonym Wojska Polskiego. Andrzej Jankowski wskazuje, że jedynie pacyfikacja Szałasu-Komorników towarzyszyła bezpośrednio walce stoczonej przez Niemców z żołnierzami „Hubala”.  W pozostałych przypadkach represje wobec ludności cywilnej zastosowano jeszcze przed rozpoczęciem działań przeciwko polskiemu oddziałowi (np. pierwsza pacyfikacja Gałek) lub dopiero po ich zakończeniu, niekiedy nawet po upływie kilku dni (np. pacyfikacje Szałasu Starego i Huciska, druga pacyfikacja Gałek). Co więcej, ofiarą niemieckich represji padły wsie, w których oddział „Hubala” nigdy nie kwaterował (Stefanków, Skłoby), a nawet przez które nigdy nie przechodził (Królewiec).
Robert Seidel uznał pacyfikacje „hubalowskie” za początek nowej fazy niemieckiej polityki okupacyjnej w dystrykcie radomskim, ze względu na fakt, że oznaczały one rozszerzenie masowego terroru na inne grupy społeczne, niż inteligencja.

## Oceny współczesnych oraz historyków
Wydarzenia, które rozegrały się na Kielecczyźnie wiosną 1940 roku, utwierdziły dowództwo ZWZ w przekonaniu o konieczności unikania konfrontacji zbrojnej z okupantem. W meldunku z 15 kwietnia 1940 roku płk. Stefan Rowecki informował gen. Kazimierza Sosnkowskiego:

W Końskiem niepoczytalne wystąpienie Hubala (mjr. Do), który dwukrotnie nie usłuchał rozkazu rozwiązania partyzantki i zainicjował wystąpienie zbrojne, krótkotrwałe, okupione życiem wielu chłopów, rozstrzelanych w okolicznych wioskach. Hubala ścigam, chcę go wysłać za granicę, w przyszłości oddam pod sąd.

W meldunku z 21 listopada tegoż roku Rowecki donosił z kolei:

Duże trudności miała organizacja w związku ze sprawą Hubala. Ten dzielny, choć niesforny oficer, wbrew rozkazom Kmdy Gł. rozpoczął na własną rękę walkę partyzancką z Niemcami. W następstwie został rozbity, a później sam zginął w ucieczce […] Następstwa tego: krwawy terror, zniszczenie całkowite kilkunastu wsi i rozstrzelanie 700 chłopów, przyczyniły się do odstręczenia ludzi od organizacji.

Współodpowiedzialnością za pacyfikacje i śmierć ponad 700 osób obarczył „Hubala” także płk Jan Rzepecki w swych wydanych w latach 50. wspomnieniach. Wolfgang Jacobmeyer wskazywał natomiast, że samo istnienie jego oddziału pośrednio stwarzało zagrożenie dla ludności cywilnej, gdyż niemieckim władzom okupacyjnym wystarczyło najdrobniejsze podejrzenie, by zastosować bezwzględne represje.
W późniejszym okresie obrońcy „Hubala” odpierali jednak podobne zarzuty, wskazując, że niemiecka okupacja od samego początku miała ludobójczy charakter, a Niemcy nigdy nie potrzebowali pretekstu, aby dokonywać masowych mordów na ludności cywilnej, stąd też pacyfikacje powinny być traktowane jako element świadomej polityki wyniszczania narodu polskiego. Podkreślali ponadto, że jednym z kluczowych powodów, dla których „Hubal” zamierzał unikać poważniejszych starć z nieprzyjacielem do czasu rozpoczęcia alianckiej ofensywy, było dążenie do zapobieżenia represjom wobec ludności cywilnej. Działania jego oddziału w drugiej połowie kwietnia 1940 roku również były prowadzone z myślą o uchronieniu ludności cywilnej przed niemieckim odwetem. Zdaniem Jacka Lombarskiego obarczanie „Hubala” odpowiedzialnością za niemieckie zbrodnie „jest nieporozumieniem”. W tym kontekście autor ten krytycznie ocenia również stosowanie terminu „pacyfikacje »hubalowskie«”.
Szymon Datner podkreślał, że w każdym europejskim kraju walka z niemieckimi okupantami powodowała represje wobec ludności cywilnej. Oceniał jednak, że jej zaprzestanie – a w konsekwencji zwycięstwo nazizmu – przyniosłoby niepomiernie więcej ofiar. Dodawał jednocześnie:

A w wypadku Hubala, pamiętać trzeba, że walka jego wyzwalała i ujawniała dopiero w pełni możliwości tkwiące w germańskich nordykach. On miał jeszcze prawo mniemać, że niewalczących chroni Konwencja Haska i dobre obyczaje wojenne.

## Sprawcy

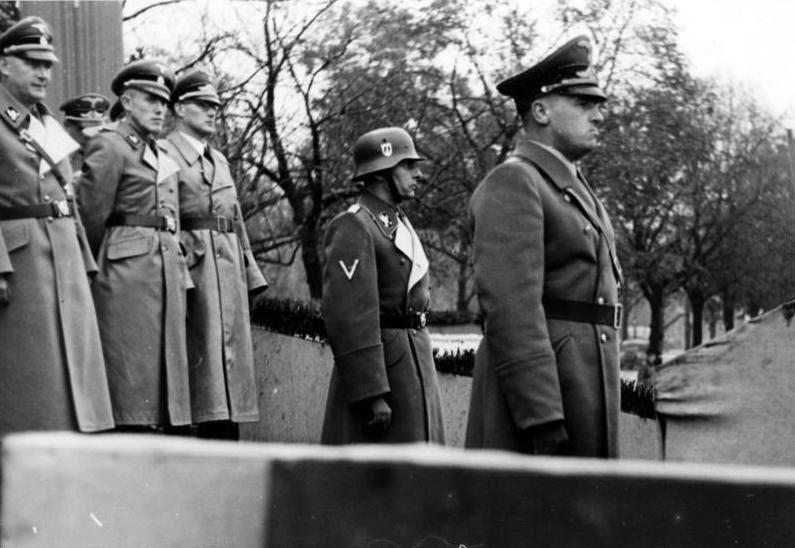
SS-Obergruppenführer Friedrich Wilhelm Krüger (drugi z prawej, w hełmie) podczas policyjnej defilady w Krakowie. Rok 1939

Z ustaleń Głównej Komisji Badania Zbrodni Hitlerowskich w Polsce wynika, że obławą na oddział „Hubala” oraz represjami wobec ludności cywilnej kierowali Wyższy Dowódca SS i Policji w Generalnym Gubernatorstwie (HSSPF „Ost”), SS-Obergruppenführer Friedrich Wilhelm Krüger, oraz Dowódca SS i Policji w dystrykcie radomskim (SSPF Radom), SS-Oberführer Fritz Katzmann. Ten pierwszy osobiście dowodził nieudanym atakiem na Hucisko i pacyfikacją Stefankowa oraz zarządził wymordowanie mieszkańców Królewca i innych wsi. Katzmann również uczestniczył w akcji przeciwko „hubalczykom”, a jako SSPF Radom ponosił odpowiedzialność za wszystkie zbrodnie popełnione przez jednostki SS i policji na podległym mu obszarze. Krüger przypisał zresztą Katzmannowi główną zasługę w stłumieniu „zbrojnego powstania polskiego”.
Z ustaleń GKBZH wynika również, że w pacyfikacjach „hubalowskich” uczestniczyły bezpośrednio lub pośrednio:
- osobiste sztaby Krügera i Katzmanna[121];
- 8. i 11. pułki SS-Totenkopfverbände oraz częściowo 1. pułk kawalerii SS (1. SS-Totenkopf-Reiterstandarte)[122]. Niewykluczony jest również udział 10. pułku SS-Totenkopfverbände[123];
- Pułk Policji Radom[124] oraz 51., 104. i 111. bataliony policji porządkowej[125];
- jednostki paramilitarnego Selbstschutzu – sotnia (niem. Hundertschaft) ze szkoły podoficerskiej w Kozienicach oraz cztery inne sotnie, w których służyli volksdeutsche z okolic Kielc i Końskich[126];
- policyjna kompania telefonistów przy HSSPF „Ost” oraz kompania łączników z Narodowosocjalistycznego Korpusu Motorowego (NSKK)[127].

Po 1960 roku materiały dotyczące pacyfikacji „hubalowskich” zostały przekazane przez GKBZH do Centrali Badania Zbrodni Narodowosocjalistycznych w Ludwigsburgu. W latach 70. prokuratura w Monachium zdołała ustalić nazwiska 285 żyjących uczestników akcji przeciw oddziałowi „Hubala”; ostatecznie nie wszczęto jednak w tej sprawie żadnego procesu. Na podstawie analizy dostępnych dokumentów Andrzej Jankowski wysunął przypuszczenie, że niemieccy śledczy mogli uznać działania jednostek niemieckich za przynajmniej częściowo zgodne z prawem narodów, a uczestników akcji represyjnej – za niezdolnych do udziału w postępowaniu sądowym lub niepodlegających ściganiu (np. ze względu na fakt wykonywania rozkazów przełożonych).
W maju 2018 roku na jednym z internetowych serwisów aukcyjnych pojawiły się fotografie pochodzące z albumu podoficera 51. batalionu policji porządkowej, które przedstawiały m.in. pacyfikację Skłobów. Kilka zdjęć, w tym trzy wykonane w Skłobach, zostało wykupionych przez Tomasza Kaletę i przekazanych Instytutowi Pamięci Narodowej.

### Niemiecka terminologia
W archiwum urzędu komendanta SD i policji bezpieczeństwa na dystrykt radomski odnaleziono po wojnie teczkę z jedenastoma dokumentami (raportami, rozkazami, protokołami przesłuchań), które dotyczyły działań prowadzonych przez Niemców przeciwko oddziałowi „Hubala”. Na jej karcie tytułowej widniał napis: 203 Aktion gegen Hubal (pol. „203 Akcja przeciw Hubalowi”). Żaden z dokumentów nie odnosił się bezpośrednio do akcji pacyfikacyjnych.
W niektórych polskich źródłach pacyfikacje „hubalowskie” bywają określane mianem Aktion Hubal.

## Upamiętnienie
Po zakończeniu wojny ekshumowano szczątki ofiar pacyfikacji Skłobów i złożono na nowo utworzonym cmentarzu wojennym. Na cmentarzu wzniesiono także pomnik – postument o pięciometrowej rozpiętości skrzydeł. Ofiary pacyfikacji Huciska pogrzebano w Ruskim Brodzie, a ofiary pacyfikacji Adamowa i Królewca – w Miedzierzy.
Krzyże, pamiątkowe tablice i niewielkie pomniki ku czci ofiary pacyfikacji „hubalowskich” stanęły w Gałkach, Hucisku, Królewcu, Stefankowie i Szałasie. Ofiary pacyfikacji Huciska upamiętnia także tablica przy wejściu do kościoła parafialnego w Ruskim Brodzie. Z kolei na cmentarzu na radomskim Firleju znajduje się tablica upamiętniająca ofiary egzekucji z 4 kwietnia 1940 roku.

## W kulturze
Wzmianki o zbrodniach dokonanych przez Niemców w odwecie za działalność oddziału mjra Dobrzańskiego zostały zamieszczone przez Melchiora Wańkowicza w reportażu Hubalczycy (część zbioru Wrzesień żagwiący). Ich opisy znalazły się także w powieści Jacka Komudy pt. Hubal (2016).
Sceny ukazujące pacyfikację polskiej wsi znalazły się w filmie Hubal z 1973 roku (reż. Bohdan Poręba).